# São Gonçalo do Rio Abaixo
São Gonçalo do Rio Abaixo là một đô thị thuộc bang Minas Gerais, Brasil. Đô thị này có diện tích 365,7 km², dân số năm 2007 là 9233 người, mật độ 25,25 người/km².